# Réarrangement de Curtius
Le réarrangement de Curtius  (ou réaction de Curtius ou dégradation de Curtius) est une réaction chimique dans laquelle un azoture d'acyle se réarrange en isocyanate,,,. Elle tient son nom du chimiste allemand Theodor Curtius qui l'a décrite en 1890.

## Réactions
Les acides carboxyliques (1) peuvent facilement être convertis en  azotures d'acyles (3) sous l'action de l'azoture de diphénylphosphoryle — DPPA — (2),,.
L'isocyanate issu du réarrangement peut alors être piégé par une grande variété de nucléophiles.  De l'eau est souvent ajoutée afin d'hydrolyser l'isocyanate en une amine. Lorsqu'elle est effectuée en présence de tert-butanol, la réaction produit une amine protégée par un groupe Boc, un intermédiaire utile utilisé en synthèse organique,.
De façon similaire, lorsque la réaction de Curtius est effectuée en présence d'alcool benzylique, une amine protégée par un groupe Boc est formée.

## Mécanisme réactionnel
Le réarrangement de Curtius peut être décrit comme un processus à deux étapes, la première étant la perte de diazote gazeux formant un nitrène d'acyle (2), la seconde un réarrangement du nitrène d'acyle par migration du groupe R pour former l'isocyanate désiré (3). Cependant, des éléments récents tendraient à prouver que les deux étapes sont concertées, aucun intermédiaire nitrène libre ne se formant.

## Variantes
Une variante de cette réaction, appelée dégradation de Darapsky (A. Darapsky, 1936), contient un réarrangement de Curtius dans son processus de dégradation d'un α-cyanoester en acide aminé :